# オルランド (映画)
『オルランド』（Orlando）は、1992年のイギリスの歴史ファンタジー映画。サリー・ポッター監督。ヴァージニア・ウルフの『オーランドー』を原作に、監督独自の解釈で映像化している。
英国アカデミー賞メイクアップ賞、ヨーロッパ映画賞新人監督賞を受賞した他、第66回アカデミー賞で美術賞と衣裳デザイン賞にノミネートされた。

## ストーリー
16世紀末のイングランドに生まれた貴公子オルランドは、彼を寵愛するエリザベス1世に永遠の若さと命を保つ使命を与えられ、事実その通りになる。ロシアの皇女との儚い恋や、志した詩作への挫折への傷心からイングランドを離れ、大使として東洋に赴任した彼は、その国の王と邂逅し、一生を通じて親交を結ぶ。やがて、その王も死去して祖国に戻ったオルランドは永い眠りに落ち、やがて目覚めたとき、その肉体は男性から女性へと代わっていた。そのセンセーショナルな出来事で一躍、社交界の華となるオルランドだが、その彼女に相手にされなくなったかつての同僚・ハリー大公は、嫉妬からオルランドの資産を没収する訴訟を起こす。そんな中、オルランドは風来坊のシェルマディンと恋に落ち、生涯の伴侶とするのだった。

## キャスト
- オルランド - ティルダ・スウィントン
- エリザベス女王 - クウェンティン・クリスプ（英語版）
- サーシャ皇女 - シャルロット・ヴァランドレイ（英語版）
- ニコラス・グリーン - ヒースコート・ウィリアムズ（英語版）
- ハリー大公 - ジョン・ウッド
- 東洋の王 - ロテール・ブリュトー
- シェルマディン - ビリー・ゼイン
- ファルセット/天使 - ジミー・ソマーヴィル（英語版）
- マリ伯爵 - サイモン・ラッセル・ビール

## スタッフ
- 監督・脚本：サリー・ポッター
- 原作：ヴァージニア・ウルフ
- 衣裳：サンディ・パウエル
- 美術：ベン・ヴァン・オズ（英語版）、ヤン・ロールフス（英語版）

## 備考
- 原作では1928年で映画は幕を閉じるが、映画では1990年代までエンディングの年代が延長されている。これは、ヴァージニア・ウルフ自身が執筆された当時の年代に終局を設定したことを「オルランドの生命の継続」の象徴と読み替えた効果と思われる。
- 意表を突くキャスティングが特徴として挙げられる。まず、中性的な容貌を持つ女優のティルダ・スウィントンが、男性時も女性時も通してオルランドを演じたのに対し、老境の女王を演じたのは男優のクウェンティン・クリスプである。また、オルランドをパトロンとしながら、その詩作を酷評する放埓な詩人・グリーンを演じたヒースコート・ウィリアムズは、映画の終りでオルランドの書いた自伝を預かる編集者として再度顔を出す。
- 劇中にも登場して挿入歌を披露するのは、ポップ・グループであるブロンスキ・ビートやコミュナーズのボーカルとして知られるジミー・ソマーヴィル。